# Cabaret Literário
Cabaret Literário foi um programa televisivo cultural dirigido por Ítalo Morelli e produzido em 1980 pela TV Cultura de São Paulo. Boa parte dos programas foi gravado em um cenário que remetiam a um cabaré. O enredo era de forte cunho experimental e artístico, integrando prosa, poesia, teatro e música, sempre tematizado em um escritor ou movimento literário. Nas comemorações dos 45 anos da TV Cultura, o programa voltou a ser exibido como reprise.

## Sinopse
Cada episódio do Cabaret Literário foi inspirado na obra e biografia de um grande escritor da literatura paulista, brasileira ou portuguesa (como Vicente de Carvalho, Guilherme de Almeida, José de Anchieta, Mário Quintana, Emílio de Meneses, Olavo Bilac, Jairo de Raguna Cabral, Jorge de Lima, Fagundes Varela, Gonçalves Dias, etc). Com muita leitura e declamação de poemas, combinavam-se diversas formas de artes audiovisuais, cenas externas, gravações em estúdio com teatralização mesclando a temática da boemia, cultura popular, contextos históricos, linguísticos e culturais tanto da época de produção como do autor apresentado. A música também fora explorada em alguns episódios com versões únicas de vários poemas e jograis.
Para cada programa foram convidados diferentes atores, alguns ainda jovens que se tornariam posteriormente consagrados do cinema, teatro e teledramaturgia. O programa é reapresentado nas madrugadas de quarta para quinta-feira na TV Cultura.

## Elenco
- Ademilton José
- Alceu Nunes
- Amilton Monteiro
- Ana Rosa Guy Galego
- Annamaria Dias
- Armando Bogus
- Ary Toledo
- Bentinho
- Berta Zemmel
- Cacilda Lanuza
- Carlos Arena
- Chico Martins
- Cláudia Alencar
- Cláudio Mamberti
- Clemente Viscaíno
- Consuelo Leandro
- Cristina Santos
- Dercy Gonçalves
- Diná Ribeiro
- Edwin Luisi
- Elaine Cristina
- Eliane Giardini
- Elias Gleizer
- Elizabeth Henreid
- Esther Góes
- Flávio Galvão
- Geórgia Gomide
- Gésio Amadeu
- Giuseppe Oristânio
- Hélio Cícero
- Herson Capri
- Hilkias de Oliveira
- Inezita Barroso
- Jacyra Sampaio
- José Fernandes de Lira
- José Lucas
- José Parisi
- Laura Cardoso
- Lia de Aguiar
- Liana Duval
- Lizette Negreiros
- Lucélia Santos
- Maria Izabel de Lizandra
- Marly Marley
- Marta Volpiani
- Maximira Figueiredo
- Miriam Mehler
- Miriam Lins
- Ney Sant'anna
- Nydia Lícia
- Paulo Castelli
- Paulo Herculano
- Paulo Figueiredo
- Paulo Hesse
- Paulo Leite
- Rildo Gonçalves
- Rubens de Falco
- Sadi Cabral
- Selma Egrei
- Sérgio Mamberti
- Sérgio Ropperto
- Taumaturgo Ferreira
- Thaís de Andrade
- Walderez de Barros
- Xandó Batista